# يوليوس فون ساكس
يوليوس فون ساكس (بالألمانية: Julius Sachs)‏ (و. 1832 – 1897 م) هو عالم نبات، وأستاذ جامعي من ألمانيا . ولد في فروتسواف.
وكان عضو في الجمعية الملكية، والأكاديمية الملكية الهولندية للفنون والعلوم، والأكاديمية الألمانية للعلوم ليوبولدينا، والأكاديمية الأمريكية للفنون والعلوم .
توفي في فورتسبورغ ، عن عمر يناهز 65 عاماً.

## التعليم
تعلم في جامعة تشارلز في براغ

## مناصب وهيئات
أدار جامعة فورتسبورغ، وجامعة فرايبورغ، وجامعة تشارلز في براغ.

## روابط خارجية
- يوليوس فون ساكس على موقع الموسوعة البريطانية (الإنجليزية)